# 東映チャンネル
東映チャンネル（とうえいチャンネル、TOEI CHANNEL）は、日本のCSデジタル衛星放送（スカパー!（東経110度CS放送）、スカパー!プレミアムサービス）、ケーブルテレビにて放送されている有料映画専門チャンネル。東映のグループ企業である衛星一般放送事業者及び衛星基幹放送事業者の東映衛星放送株式会社（とうえいえいせいほうそう、Toei Satellite TV Company, Ltd.）が運営。

## 概要
東映制作の作品を中心に、映画、テレビドラマ、アニメ、特撮、Vシネマ、アイドルビデオなどを、月200本以上放送している。近年は、日活ロマンポルノを中心に日活作品や大映作品と言った東映以外の作品も放送されるようになった。
CS（通信衛星）を通じて、スカパー!プレミアムサービス、スカパー!（東経110度CS放送）、ケーブルテレビで配信されている。スカパー!、プレミアムサービス共に、複数台割引の対象外チャンネルとなっているが、スカパー!では基本プラン・セレクト5/10の構成チャンネルに含まれる。
開局当初から原則として3時（前曜日の27時）台は原則放送休止枠（作品の内容により休止枠は前後する）となっていたが、2024年4月度から一部の日を除き24時間編成を行い、3時台に特撮ドラマ枠を中心とした児童向けドラマ・アニメを編成し、同じ児童向けを編成していた18-19時台は一般向け作品に転換された。

## 沿革
- 1998年7月1日、スカイパーフェクTV!（後のスカパー!プレミアムサービス（標準画質））とディレクTV（委託放送事業者は東北新社）の2つのプラットフォームで放送開始。以後、ケーブルテレビでも課金放送が開始される。2000年9月30日にディレクTVでの放送を終了、2002年にはスカイパーフェクTV!2（現・スカパー!）で放送を開始した。
- 2009年10月1日、スカパー!HD（現・スカパー!プレミアムサービス）でハイビジョン放送（チャンネル名称は「東映チャンネルHD」）を開始した。
- 2011年9月にJ:COMで、同年10月にひかりTVでもハイビジョン放送を開始した。
- 2012年8月1日、スカパー!（旧・スカパー!e2）における衛星基幹放送事業者がシーエス映画放送から東映衛星放送の直営放送に変更され、チャンネル番号もCh.221からCh.218へ変更された。また、同日に16:9（1.78:1）フルサイズのSD放送[注釈 1]、一部の放送作品の字幕放送を開始した。
- 2016年12月1日より、スカパー!プレミアムサービスの衛星一般放送事業者がスカパー・ブロードキャスティングからスカパー・エンターテイメントに変更された。
- 2018年4月6日、スカパー!にてハイビジョン化の申請が認定される。9月26日よりハイビジョン放送を開始。
- 2018年10月10日、スカパー!にて「スカパー!基本プラン」・「スカパー!セレクト5」・「スカパー!セレクト10」の構成チャンネルとなった。

## 主な放送枠

### 映画番組
主に30,000タイトル以上の東映制作作品を中心に放送。東映が長年制作してきた時代劇・ヤクザ映画・アクション映画・冒険映画・ラブストーリー・戦争映画・ノンフィクションなどを編成して、放送している。また、新作映画の公開に合わせ、過去のシリーズ作品や主演俳優の特集なども放送される。ゴールデンウィークや夏休みなどには仮面ライダーシリーズやスーパー戦隊シリーズなど特撮ヒーローものや、人気アニメ作品の特集、東映まんがまつりの復刻版企画も編成する。

#### 一般映画枠（劇場用映画）
プレミアシアター
東映系で上映された新作をハイビジョン画質（スカパー!プレミアムサービスのみ）で放送。
特集企画
東映系で公開される新作に関連した作品を放送。
- アクターズファイル
- ピックアップアクトレス
- パワーディレクターズコレクション

スーパーヒーロースペシャル
子供向け特撮もの。これに関わるライブなどもこの枠で扱われる。テレ朝チャンネル、ファミリー劇場などとコラボした「スーパーヒーローMAX」も夏季に行われている
期間限定作品
戦記映画（8月）や忠臣蔵（12月）の特集を毎年組んで放送する。
シネマパラス
東映系の作品にこだわらず、日本映画の新作、話題作など。
東映名画館
東映制作の名作映画を放送。開局時にも同名の映画枠が存在していた。
傑作時代劇スペシャル
往年の東映時代劇や、第二東映、ニュー東映製作の貴重な作品も多数放送。
傑作任侠スペシャル
1960年代半ばからの東映任侠映画や、Vシネマ化された作品を放送。

#### ビデオ用映画（Vシネマ）
Vシネマックス
東映ビデオなどから発売されているVシネマ作品を厳選。開局当初の番組枠名称は「ブラボー!!Vシネマ」だった。

#### アダルト作品枠
ミッドナイトシアター
深夜帯の大人向け作品の枠。一部の作品にはペアレンタルロック（視聴制限）のかかっているものもあり、作品によっては18歳ないし20歳未満視聴制限のためスカパー!e2（現・スカパー!）で放送しない場合もある。開局当初の番組枠名称は「お蔵出し東映ピンク→ピンキーバイオレンス特集」だった。

#### （過去に存在した映画枠）
東映チャンネルロードショー
シネマパラスと東映名画館の前身。
ネットシネマランド
インターネットのみで配信された映画を放送。
リクエストシアター
リクエストの多い作品を放送。東映名画館に統合。
ムーンパラダイス
新東宝映画、オーピー映画等製作・配給のピンク映画を放送。成人向け（R-20）のためスカパー!では放送なし。2009年12月をもって枠消滅。

### テレビシリーズ枠
基本的には放映当時のオリジナルで放送されるが、近年ではHDマスター版（ハイビジョン）での放送が多数を占めている。放映作品の中には東映が株主の日本教育テレビ（NET）→テレビ朝日をはじめ、フジテレビ、毎日放送などといった民放テレビ局で放映された作品が多い。
東映チャンネルで放映中の作品のみならず、過去に放映したものや放映されていない作品の中には、ファミリー劇場やアニマックス、テレ朝チャンネルなど他のCSチャンネルで放送されているものや、現在DVDの発売やインターネットにて有料動画配信されているものも多い。
原則的に2話連続で放送され、最初の2話分は無料放送の対象（一部除く）となっている。なお、（CC）は字幕放送（クローズドキャプション）を示す。

#### テレビドラマ
名作ドラマアワー
月 - 金 9：00 - 11：00、月 - 水 15：00 - 17：00、木 - 土 4：00 - 6：00、日 6：00 - 10：00
- 枠1：月 15：00、翌週月 9：00、木 4：00
- 枠2：火 15：00、翌週火 9：00、金 4：00
- 枠3：水 15：00、翌週水 9：00、土 4：00
- 枠4：日 6：00、翌週木 9：00
- 枠5：日 8：00、翌週金 9：00

東映、および東映ビデオの子会社セントラル・アーツ制作のテレビドラマ・時代劇を放送する。以前は時代劇専門の「時代劇アワー」もあったが、現在は統合されている。
現在は『新選組血風録（1965）』（CC）、『はぐれ刑事純情派（第8シリーズ）』（CC）、『相棒 season4』（HD）（CC）、『桃太郎侍』、『特別機動捜査隊』を放送中。
| 名作ドラマアワー 枠1                | 名作ドラマアワー 枠1             | 名作ドラマアワー 枠1            |
| 前番組                              | 番組名                           | 次番組                          |
| ----------------------------------- | -------------------------------- | ------------------------------- |
| 賞金稼ぎ（1975）                    | 新選組血風録（1965）             | 燃えよ剣                        |
| 名作ドラマアワー 枠2                |                                  |                                 |
| はぐれ刑事純情派 （第7シリーズ）    | はぐれ刑事純情派 （第8シリーズ） | はぐれ刑事純情派 (第９シリーズ) |
| 名作ドラマアワー 枠3                |                                  |                                 |
| もっとあぶない刑事                  | 相棒 season4 （HD）              | 相棒 season5                    |
| 名作ドラマアワー 枠4                |                                  |                                 |
| 影武者 徳川家康                     | 桃太郎侍                         | 大奥                            |
| 名作ドラマアワー 枠5                |                                  |                                 |
| どっこい大作 ゲゲゲの鬼太郎（1968） | 特別機動捜査隊                   | 臨場                            |

時代劇ワイド劇場
フジテレビや、テレビ朝日などで放送されたワイド時代劇（『時代劇スペシャル』、『傑作時代劇』）を放送。

#### 特撮・アニメーション
石ノ森章太郎劇場
火 6：00 - 8：00、17：00 - 19：00、水 7：00 - 9：00、18：00 - 20：00、木 6：00 - 7：00、17：00 - 18：00、土 6：00 - 8：00
- 枠1：火 18：00、翌週火 7：00、土 7：00
- 枠2：火 17：00、翌週火、土 6：00
- 枠3：水 18：00、翌週水 7：00
- 枠4：木 17：00、翌週木 6：00

仮面ライダーシリーズや東映不思議コメディーシリーズをはじめとする石ノ森章太郎原作作品を放送する。
現在は『仮面ライダーBLACK』（HDマスター版）（CC）、『仮面ライダーW(ダブル)』（HD）（CC）、『変身忍者 嵐』（HDマスター版）、『仮面ライダーX』（HDマスター版）を放送中。
| 石ノ森章太郎劇場 枠1                   | 石ノ森章太郎劇場 枠1               | 石ノ森章太郎劇場 枠1 |
| 前番組                                 | 番組名                             | 次番組               |
| -------------------------------------- | ---------------------------------- | -------------------- |
| 仮面ライダースーパー1 （HDマスター版） | 仮面ライダーBLACK （HDマスター版） | 仮面ライダーBLACKRX  |
| 石ノ森章太郎劇場 枠2                   |                                    |                      |
| 仮面ライダーディケイド （HD）          | 仮面ライダーW(ダブル) （HD）       | 宇宙鉄人キョーダイン |
| 石ノ森章太郎劇場 枠3                   |                                    |                      |
| キカイダー01                           | 変身忍者 嵐 （HDマスター版）       | ジェッターマルス     |
| 石ノ森章太郎劇場 枠4                   |                                    |                      |
| 仮面ライダーV3 （HDマスター版）        | 仮面ライダーX （HDマスター版）     | 仮面ライダーキバ     |

スーパー戦隊ワールド
月・水 6：00 - 7：00、17：00 - 18：00、金 6：00 - 7：00
- 枠1：月 17：00、翌週月、金 6：00
- 枠2：水 17：00、翌週水 6：00

スーパー戦隊シリーズ作品や、パワーレンジャー日本語吹き替え版などを放送する。
現在は『忍風戦隊ハリケンジャー』（CC）、『電磁戦隊メガレンジャー』を放送中。
| スーパー戦隊ワールド 枠1 | スーパー戦隊ワールド 枠1 | スーパー戦隊ワールド 枠1 |
| 前番組                   | 番組名                   | 次番組                   |
| ------------------------ | ------------------------ | ------------------------ |
| 百獣戦隊ガオレンジャー   | 忍風戦隊ハリケンジャー   | 爆竜戦隊アバレンジャー   |
| スーパー戦隊ワールド 枠2 |                          |                          |
| 激走戦隊カーレンジャー   | 電磁戦隊メガレンジャー   | 星獣戦隊ギンガマン       |

メタルヒーロータイム
月 7：00 - 8：00、18：00 - 19：00、金 7：00 - 8：00
八手三郎原作のメタルヒーローシリーズ作品を放送する。現在は『特救指令ソルブレイン』（CC）を放送中。
| メタルヒーロータイム | メタルヒーロータイム | メタルヒーロータイム |
| 前番組               | 番組名               | 次番組               |
| -------------------- | -------------------- | -------------------- |
| 特警ウインスペクター | 特救指令ソルブレイン | 特捜エクシードラフト |

スーパーヒロイン伝説
木 8：00 - 9：00、19：00 - 20：00
80年代アイドルの出演ドラマを放送する。現在は『スケバン刑事II 少女鉄仮面伝説』を放送中。
| スーパーヒロイン伝説 | スーパーヒロイン伝説          | スーパーヒロイン伝説 |
| 前番組               | 番組名                        | 次番組               |
| -------------------- | ----------------------------- | -------------------- |
| スケバン刑事         | スケバン刑事II 少女鉄仮面伝説 | 少女コマンドーIZUMI  |

わくわく!!アニメタイム
月、火 8：00 - 9：00、19：00 - 20：00、木 7：00 - 8：00、18：00 - 19：00、金 8：00 - 9：00、土 8：00 - 9：00
- 枠1：月 19：00、翌週月、金 8：00
- 枠2：火 19：00、翌週火、土 8：00
- 枠3：水 19：00、翌週水 8：00
- 枠4：木 18：00、翌週木 7：00

東映動画→東映アニメーション作品を放送する。以前はロボットアニメ専門の「スーパーロボット列伝」もあったが、現在は統合されている。
現在は『グレートマジンガー』(CC)、『宇宙海賊キャプテンハーロック』（CC）、『もーれつア太郎』、『惑星ロボ ダンガードA』を放送中。
| わくわく!!アニメタイム 枠1   | わくわく!!アニメタイム 枠1   | わくわく!!アニメタイム 枠1 |
| 前番組                       | 番組名                       | 次番組                     |
| ---------------------------- | ---------------------------- | -------------------------- |
| マジンガーZ                  | グレートマジンガー           | UFOロボ グレンダイザー     |
| わくわく!!アニメタイム 枠2   |                              |                            |
| 鋼鉄ジーグ                   | 宇宙海賊キャプテンハーロック | パワーレンジャー・サムライ |
| わくわく!!アニメタイム 枠3   |                              |                            |
| 仮面ライダー電王 （HD）      | もーれつア太郎               | デビルマン                 |
| わくわく!!アニメタイム 枠4   |                              |                            |
| イナズマンF （HDマスター版） | 惑星ロボ ダンガードA         | ゲッターロボ               |

#### （過去に存在したテレビシリーズ枠）
時代劇アワー
のちに「アクションドラマアワー」と統合し、現在の「名作ドラマアワー」となる。
スーパーロボット列伝
パワープラッツ
前述の通り、「わくわく!!アニメタイム」と統合。
熱血!スポ根スピリッツ
『柔道一直線』、『キックの鬼』といったスポーツ作品を放送。上記と同様にソフト不足から、「わくわく!!アニメタイム」枠と統合。
スーパーヒロインスペシャル
金曜深夜に『キューティーハニー THE LIVE』を放送。
アンコールアワー
かつて東映チャンネルで放映され好評を博した作品をアンコール放送する。以前は日曜深夜のみ「ミッドナイトアンコール」名義で放送していた。2011年1月より初回放映時の放映枠の名称で再放送されるようになり、「アンコールアワー」の名称は事実上消滅した。
GO!GO!ヒーローズ
上記の作品群に該当しない、東映東京制作所初期のテレビ特撮などを放送する。

### その他

#### 舞台番組
シアタースペシャル
小劇場の芝居・ミュージカルなどを放送。

#### アイドルビデオ
アイドル☆パラダイス
今、もっとも旬の女性アイドルや、東映制作の特撮番組に出演する女優のオリジナルビデオを放送。主に竹書房やラインコミュニケーションズが制作する作品を放送。

#### フィラー
Music Short Movie
おもにハロプロ系のアーティスト、東映チャンネルで放送される映画の主題歌や、東映系の新作映画の主題歌のミュージックビデオを放送。
また、番組と番組の間の数秒間、東映太秦映画村や東映ラボ・テック、東映京都撮影所、東映東京撮影所、東映アニメーション、「漫画映画のできるまで」（1959年公開のアニメ映画『少年猿飛佐助』のメイキング）の映像がフィラーとして流れる。

### オリジナル情報番組
シネマ☆チョップ!
東映グループの最新情報を紹介する情報番組。新作映画情報やビデオ発売情報など。月1回更新、30分。ナレーターは岩尾万太郎、大原さやか。

ピンスポ
注目の人物、話題をクローズアップする番組。10分（シネマ☆チョップ!にも内包）。

番組案内
毎月18日更新、10分。ナレーションは根岸朗、有馬ゆみこ。
（過去に放送した番組）
キクゾーのチャンバラ観るゾー
時代劇の見どころを紹介する番組。ナビゲーターは林家木久蔵（現・林家木久扇）。

パワープッシュ
東映チャンネル放映作品の見どころと注目作品を紹介する番組。

## DIREC TV (285ch) 放送中に放送されたテレビシリーズ作品
★は放映途中でDIREC TVサービスが終了。☆はDIREC TV終了後も第1話から再放映（[HD]はHDマスター版、NMはニューマスター版、ただし「アンコールアワー」での放映を除く）。なお、放送枠名は当時のもの。

### アクションドラマアワー→名作ドラマアワー
- 探偵物語☆[HD]（→その後、AXN→ファミリー劇場→日テレプラスで放映）
- 大激闘マッドポリス'80→特命刑事☆（→その後、日テレプラス→ファミリー劇場で放映）
- プロハンター☆（→その後、AXN→日テレプラスで放映）
- ザ★ゴリラ7☆
- フラワーアクション009ノ1☆
- 爆走!ドーベルマン刑事☆（→その後、AXN→ホームドラマチャンネルで放映）
- 消えた巨人軍（→その後、日テレプラス→日本映画専門チャンネル→AXNで放映）
- ザ・スーパーガール☆
- 探偵同盟
- 闇のパープル・アイ（→その後、チャンネルNECOで放映）
- 味いちもんめ
- 江戸川乱歩シリーズ 明智小五郎★☆

### 時代劇アワー
- 燃えよ剣☆[HD]（→その後、時代劇専門チャンネルで放映）
- 柳生一族の陰謀☆（→その後、時代劇専門チャンネルで放映）
- 賞金稼ぎ（1975）☆（→その後、時代劇専門チャンネルで放映）
- 赤穂浪士（1979）☆[HD]（→その後、ファミリー劇場で放映）
- 忍法かげろう斬り（→その後、時代劇専門チャンネルで放映）
- 新選組血風録（1965）☆（→その後、時代劇専門チャンネルで放映）
- 柳生十兵衛あばれ旅（→その後、時代劇専門チャンネルで放映）
- 俺は用心棒☆（→その後、時代劇専門チャンネルで放映）
- 騎馬奉行★（→その後、ホームドラマチャンネルで放映）

### わくわく!!アニメタイム
- 美少女戦士セーラームーンシリーズ☆（セーラースターズを除く。その後、キッズステーション→アニマックス→テレ朝チャンネルで放映）
- 聖闘士星矢（→その後、キッズステーション→アニマックス→テレ朝チャンネルで放映）
- ピュンピュン丸（→その後、時代劇専門チャンネルで放映）
- ミクロイドS☆ (NM)
- キューティーハニー★☆（→その後、アニマックスで放映）
- 宇宙海賊キャプテンハーロック★☆（→その後、アニマックス→キッズステーションで放映）

### スーパーロボット列伝
- グレートマジンガー☆
- UFOロボ グレンダイザー☆
- ゲッターロボ☆→ゲッターロボG☆
- 大空魔竜ガイキング☆ (NM)
- ゲッターロボ號☆

### 石ノ森章太郎劇場
- サイボーグ009（1979）☆ (NM)（→その後、日テレプラス→アニマックスで放映）
- がんばれ!!ロボコン（→その後、ファミリー劇場で放映）
- ロボット刑事☆
- イナズマン☆[HD]→イナズマンF☆[HD]
- 快傑ズバット☆（→その後、ファミリー劇場で放映）
- 仮面ライダーV3☆ (NM) [HD]
- ジャッカー電撃隊☆（→その後、テレ朝チャンネルで放映）
- 宇宙鉄人キョーダイン☆
- アクマイザー3☆（→その後、ファミリー劇場で放映）
- 人造人間キカイダー★☆[HD]

### GO!GO!ヒーローズ
- キャプテンウルトラ☆ (NM)（→その後、ファミリー劇場で放映）
- 鳥人戦隊ジェットマン☆ (NM)
- コンドールマン（→その後、チャンネルNECOで放映）
- 忍者キャプター☆ (NM)
- 忍者ハットリくん（実写版、第1話のみ）→忍者ハットリくん + 忍者怪獣ジッポウ
- 宇宙刑事シャリバン☆ (NM) [HD]
- ジャイアントロボ☆
- 宇宙刑事シャイダー☆ (NM) [HD]

### 最強ヒロイン伝説
- スケバン刑事シリーズ★☆（→その後、シリーズ全作品をファミリー劇場で放映）

### 熱血!スポ根スピリッツ
- 柔道一直線★☆

など

## 備考
- 東映特撮ヒーロー情報誌「東映ヒーローMAX」（辰巳出版から刊行）でも、東映チャンネルの情報ページを掲載しており、特撮番組の放映情報などがチェックできる。
- ファミリー劇場やアニマックスなど、一部のCSチャンネルでも東映チャンネルのCMを放映している。
- 巨匠、名優と呼ばれた人物が逝去した場合、番組編成を変更して追悼放送を行うことがある。例として2006年6月に今村昌平、2008年10月に緒形拳が逝去した際、『楢山節考』が放送された。
- 刑事ドラマ『相棒』シリーズの本チャンネルにおけるシリーズ表記は、第1シリーズは『 - 警視庁二人だけの特命係』、第2シリーズは『 - II』、第3シリーズは『 - シーズン3』（アンコールアワー放映時以降は『 - season3』）としている。

### ウォーターマーク
- 2009年9月までは、放送作品の冒頭と最後の画面右下に東映チャンネルのロゴマークが表示されていた。ただし、再放送の少ない旧作品が放送される際には、強い縁取りのロゴマークが冒頭と放送開始から40分後に表示されていた。
- 2009年10月より、画面右下にチャンネルロゴ表示で、TOEI ch.と表示されるようになった。ただし、ファミリー劇場とは異なり、2009年9月以前に放送された作品にロゴマークの重複表示はない。

## 各チャンネルとの合同企画
東映チャンネルは近年、他チャンネルとの合同企画も盛んに行っている。
- 2004年夏より、ファミリー劇場・テレ朝チャンネルと3チャンネル合同で行う企画『スーパーヒーローMAX』を毎年開催。仮面ライダー、スーパー戦隊のテレビシリーズ作品や劇場版、オリジナルビデオのほか、特撮情報番組などを放送している。また2007年より毎年12月にテレ朝チャンネルと2チャンネル合同で『スーパーヒーローCLIMAX』を開催している。
- フジテレビワンツーネクスト・アニマックスとの3チャンネル合同企画も盛んで、不定期に『ONE PIECE』『キン肉マン』『ゲゲゲの鬼太郎』『DRAGON BALL』といった東映アニメーション制作の作品の特集企画を開催している。
- 2012年秋にはファミリー劇場と合同で「ドラマクロスプロジェクト」として『特捜最前線』『プレイガール』の2作品をリメイク版として制作し、両チャンネルでそれぞれ異なる作品を放送。東映チャンネルでは同年10月に『特捜最前線2012〜爆破0.01秒前の女〜』を放送したほか、ファミリー劇場で放送した『プレイガール2012〜連鎖誘拐殺人を暴け!熱くてエロくてヤバい女豹たち〜』とクロスオーバーした『特捜最前線×プレイガール2012』が12月に放送された[3]。
- 2023年現在、キッズステーション[注釈 4]と合同で『プリキュアシリーズ』の映画公開にあわせる形で、秋に過去の映画作品や関連特番を放送する『プリキュア映画カーニバル』を開催している。

## 関連企業
- 東映
- 東映ビデオ
- 東映アニメーション
- シーエス映画放送

## その他の関連項目
- 日本における衛星放送
- スカパー! チャンネル一覧
  - ファミリー劇場
  - テレ朝チャンネル
  - アニマックス
- 東北新社